# Canada op de Olympische Zomerspelen 1932
Canada nam deel aan de Olympische Zomerspelen 1932 in Los Angeles, Verenigde Staten. Hoewel de Spelen werden gehouden tijdens de Grote Depressie stuurde Canada zijn grootste team tot dan toe naar het buurland. Er namen 100 sporters, waaronder zeventien vrouwen, deel in negen olympische sportdisciplines, waarbij vijftien medailles werden behaald.
Net als in 1912 en 1928 nam Robert Tait McKenzie deel aan de kunstwedstrijden in de categorie beeldhouwen, waarbij hij een bronzen medaille kreeg uitgereikt. In de categorie schilderen nam Oliver Milburn deel.

## Medailleoverzicht
| Sport     | Olympiër(s) | Onderdeel             | Medaille |
| --------- | --- | --------------------- | -------- |
| Atletiek  | Duncan McNaughton | hoogspringen (m)      | Goud     |
| Boksen    | Horace Gwynne | -53,5kg (m)           | Goud     |
| Atletiek  | Alexander Wilson | 800m (m)              | Zilver   |
| Atletiek  | Hilda Strike | 100m (v)              | Zilver   |
| Atletiek  | Mildred Fizzell Lilian Palmer Mary Frizzel Hilda Strike                                                                           | 4x100m (v)            | Zilver   |
| Worstelen | Daniel MacDonald | -72kg vrije stijl (m) | Zilver   |
| Zeilen    | Ernest Cribb Harry Jones Peter Gordon Hubert Wallace Ronald Maitland George Gyles                                                 | 8m klasse             | Zilver   |
| Atletiek  | Alexander Wilson | 400m (m)              | Brons    |
| Atletiek  | Phil Edwards | 800m (m)              | Brons    |
| Atletiek  | Phil Edwards | 1500m (m)             | Brons    |
| Atletiek  | Raymond Lewis Jimmy Ball Phil Edwards Alexander Wilson                                                                            | 4x400m (m)            | Brons    |
| Atletiek  | Eva Dawes | hoogspringen (v)      | Brons    |
| Roeien    | Charles E. Pratt Noel De Mille | dubbel-twee (m)       | Brons    |
| Roeien    | Earl Eastwood Joseph Harris Stanley Stanyar, Harry Fry Cedric Liddell William Thoburn Donald Boal Albert Taylor George Mac Donald | acht (m)              | Brons    |
| Zeilen    | Philip Rogers Gerald Wilson Gardner Boutlbee Kenneth Glass                                                                        | 6m klasse             | Brons    |

## Deelnemers en resultaten

### Atletiek
| Olympiër                                                  | Onderdeel              | Resultaat | Prestatie                                                                                       |
| --------------------------------------------------------- | ---------------------- | --------- | ----------------------------------------------------------------------------------------------- |
| Bert Pearson                                              | 100m (m)               | 9e        | serie 5: 2de in 11,1 kwartfinale 4: 3de in 10,7 halve finale 2: 5de in 10,92                    |
| Percy Williams                                            | 100m (m)               | 8e        | serie 4: 3de in 11,1 kwartfinale 1: 3de in 10,7 halve finale 1: 4de in 10,91                    |
| Harold Wright                                             | 100m (m)               | 11e       | serie 6: 2de in 11,2 kwartfinale 2: 2de in 10,9 halve finale 2: 6de in 11,1                     |
| Bert Pearson                                              | 200m (m)               | 10e       | serie 7: 1ste in 22,3 kwartfinale 2: 2de in 21,7 halve finale 1: 6de in 21,9                    |
| Harold Wright                                             | 200m (m)               | 8e        | serie 3: 1ste in 22,8 kwartfinale 4: 2de in 21,7 halve finale 2: 4de in 21,8                    |
| Jimmy Ball                                                | 400m (m)               | 11e       | serie 3: 2de in 50,0 kwartfinale 2: 4de in 49,3 halve finale 2: 6de in 49,0                     |
| Ray Lewis                                                 | 400m (m)               | 13e       | serie 6: 2de in 50,7 kwartfinale 3: 5de in 49,1                                                 |
| Alex Wilson                                               | 400m (m)               | Brons     | serie 1: 3de in 50,5 kwartfinale 1: 4de in 49,6 halve finale 1: 2de in 47,8 finale: 3de in 47,4 |
| Phil Edwards                                              | 800m (m)               | Brons     | serie 2: 2de in 1.55,1 finale: 3de in 1.51,5                                                    |
| Eddie King                                                | 800m (m)               | 11e       | serie 3: 4de in 1.54,4                                                                          |
| Alex Wilson                                               | 800m (m)               | Zilver    | serie 2: 2de in 1.52,5 finale: 2de in 1.49,9                                                    |
| Phil Edwards                                              | 1500m (m)              | Brons     | serie 1: 4de in 4.03,5 finale: 3de in 3.52,8                                                    |
| Eddie King                                                | 1500m (m)              | DNF       | serie 2: 3de in 3.58,6 finale: niet gestart                                                     |
| Les Wade                                                  | 1500m (m)              | 15e       | serie 3: 5de in 4.00,5                                                                          |
| Scotty Rankine                                            | 5000m (m)              | 11e       | serie 2: 5de in 15.39,6 finale: 11de in 15.24,0                                                 |
| Cliff Bricker                                             | 10000m (m)             | 8e        |                                                                                                 |
| Art Ravensdale                                            | 110m horden (m)        | 13e       | serie 3: 4de in 15,2                                                                            |
| Tom Coulter                                               | 400m horden (m)        | DSQ       | serie 2: gediskwalificeerd                                                                      |
| Harold Gallop                                             | 3000m steeplechase (m) | DNF       | serie 2: niet gefinisht                                                                         |
| Percy Williams Jim Brown Harold Wright Bert Pearson       | 4x100m (m)             | 4e        | serie 2: 3de in 45,0 finale: 4de in 41,3                                                        |
| Ray Lewis Jimmy Ball Phil Edwards Alex Wilson             | 4x400m (m)             | Brons     | serie 2: 3de in 3.21,8 finale: 3de in 3.12,8                                                    |
| Cliff Bricker                                             | marathon (m)           | 12e       | 2:47.58                                                                                         |
| Eddie Cudworth                                            | marathon (m)           | 18e       | 2:58.35                                                                                         |
| Johnny Miles                                              | marathon (m)           | 14e       | 2:50.32                                                                                         |
| Henry Cieman                                              | 50km snelwandelen (m)  | DNF       | niet gefinisht                                                                                  |
| Len Hutton                                                | verspringen (m)        | DNF       | geen geldige poging                                                                             |
| Jack Portland                                             | hink-stap-springen (m) | DNF       | geen geldige poging                                                                             |
| Duncan McNaughton                                         | hoogspringen (m)       | Goud      | 1,97m                                                                                           |
| Jack Portland                                             | hoogspringen (m)       | 9e        | 1,85m                                                                                           |
|                                                           |                        |           |                                                                                                 |
| Mary Frizzell                                             | 100m (v)               | 7e        | serie 2: 2de in 12,1 halve finale 2: 5de in 12,3                                                |
| Hilda Strike                                              | 100m (v)               | Zilver    | serie 1: 3de in 12,3 halve finale 1: 1ste in 12,4 finale: 2de in 11,9 (WR)                      |
| Mary Vandervliet                                          | 100m (v)               | 7e        | serie 3: 2de in 12,3 halve finale 2: 4de in 12,3                                                |
| Betty Taylor                                              | 80m horden (v)         | 7e        | serie 1: 4de in 12,0                                                                            |
| Alda Wilson                                               | 80m horden (v)         | 6e        | serie 2: 3de in 12,1 finale: 6de in 12,0                                                        |
| Mildred Fizzell Lillian Palmer Mary Frizzell Hilda Strike | 4x100m (v)             | Zilver    | 47,0 (WR)                                                                                       |
| Eva Dawes                                                 | hoogspringen (v)       | Brons     | 1,60m                                                                                           |

### Boksen
| Olympiër         | Onderdeel   | Resultaat | Prestatie |
| ---------------- | ----------- | --------- | --- |
| Jackie Callura   | -50,8kg (m) | 9e        | 1ste ronde: V van USA Salica: punten                                                                                                 |
| Jackie Callura   | -53,5kg (m) | Goud      | 1ste ronde: vrij kwartfinale: W van ITA Melis: punten halve finale: W van PHI Villanueva: punten finale: W van GER Ziglarski: punten |
| John Keller      | -57,2kg (m) | 5e        | 1ste ronde: vrij 'kwartfinale: V van GER Schleinkofer: punten                                                                        |
| Frankie Genovese | -61,2kg (m) | 5e        | 1ste ronde: W van ARG Vargas 'kwartfinale: V van ITA Bianchini: punten                                                               |
| Tony Mancini     | -66,7kg (m) | 9e        | 1ste ronde: V van FIN Ahlberg: punten                                                                                                |
| Louis Lavoie     | -72,6kg (m) | 9e        | 1ste ronde: V van FRA Michelot: punten                                                                                               |
| George Maughan   | +79,4kg (m) | 4e        | 1ste ronde: vrij halve finale: V van ARG Lovell: knock-out bronzen finale: V van USA Feary: walk-over                                |

### Roeien
| Olympiër | Onderdeel       | Resultaat | Prestatie                                                                 |
| --- | --------------- | --------- | ------------------------------------------------------------------------- |
| Joseph Wright | skiff (m)       | 5e        | serie 2: 3de in 8.30,6 herkansingen: 3de in 8.37,8                        |
| Noël de Mille Charles Pratt                                                                                                  | dubbel-twee (m) | Brons     | serie 1: 1ste in 7.25,0 finale: 3de in 7.27,6                             |
| Frank Courtney Russell Gammon Fraser Herman Henry Pelham                                                                     | vier-zonder (m) | 5e        | serie 2: 2de in 7.12,0 herkansingen: 3de in 7.20,2                        |
| Don Boal Earl Eastwood Harry Fry Joseph Harris Cedric Liddell George MacDonald Stanley Stanyar Albert Taylor William Thoburn | acht (m)        | Brons     | serie 2: 2de in 6.33,2 herkansingen: 1ste in 7.03,2 finale: 3de in 6.40,4 |

### Schermen
| Olympiër                                                      | Onderdeel      | Resultaat | Prestatie                                    |
| ------------------------------------------------------------- | -------------- | --------- | -------------------------------------------- |
| Ernest Dalton                                                 | degen (m)      | 23e       | 1ste ronde groep 3: 7de met 4 overwinningen  |
| Patrick Farrell                                               | degen (m)      | 21e       | 1ste ronde groep 2: 5de met 7 overwinningen  |
| Bertram Markus                                                | degen (m)      | 24e       | 1ste ronde groep 1: 8ste met 4 overwinningen |
| Ernest Dalton Henri Delcellier Patrick Farrell Bertram Markus | degen team (m) | 7e        | 1ste ronde groep 2: 3de met 0 overwinningen  |
| Ernest Dalton                                                 | floret (m)     | 21e       | 1ste ronde groep 1: 7de met 0 overwinningen  |
| Bertram Markus                                                | floret (m)     | 25e       | 1ste ronde groep 2: 9de met 1 overwinning    |
| Patrick Farrell                                               | sabel (m)      | 22e       | 1ste ronde groep 1: 8ste met 0 overwinningen |
|                                                               |                |           |                                              |
| Joan Archibald                                                | floret (v)     | 15e       | 1ste ronde groep 1: 8ste met 1 overwinning   |

### Schoonspringen
| Olympiër        | Onderdeel     | Resultaat | Prestatie     |
| --------------- | ------------- | --------- | ------------- |
| Alfred Phillips | 3m plank (m)  | 4e        | 134,64 punten |
| Arthur Stott    | 3m plank (m)  | 11e       | 110,22 punten |
| Alfred Phillips | 10m toren (m) | 7e        | 77,10 punten  |
|                 |               |           |               |
| Doris Ogilvie   | 3m plank (v)  | 5e        | 70,00 punten  |

### Wielersport
| Olympiër                                     | Onderdeel                | Resultaat | Prestatie |
| Baan                                         | Baan                     | Baan      | Baan |
| -------------------------------------------- | ------------------------ | --------- | --- |
| Leo Marchiori                                | sprint (m)               | 5e        | 1ste ronde serie 2: 3de 1ste ronde herkansingen: 2de kwartfinale 1: V van FRA Chaillot                          |
| Lew Rush                                     | tijdrit (m)              | 6e        | 1.15,6 |
| Lew Rush Glen Robbins Russ Hunt Frank Elliot | ploegenachtervolging (m) | 4e        | kwalificatie: 4de in 5.10,4 halve finale 2: V van Italië: 5.34,4 bronzen finale: V van Groot-Brittannië: 6.04,0 |
| Weg                                          |                          |           | |
| Frank Elliott                                | wegwedstrijd (m)         | 27e       | 2:42.43,4 |
| Ernie Gates                                  | wegwedstrijd (m)         | DNF       | niet gefinisht                                                                                                  |
| James Jackson                                | wegwedstrijd (m)         | 25e       | 2:40.29,8 |
| Glen Robbins                                 | wegwedstrijd (m)         | 22e       | 2:38.24,8 |
| Frank Elliott James Jackson Glen Robbins     | ploegentijdrit (m)       | 7e        | 8:01.38,0 |

### Worstelen
| Olympiër        | Onderdeel   | Resultaat   | Prestatie |
| Vrije stijl     | Vrije stijl | Vrije stijl | Vrije stijl |
| --------------- | ----------- | ----------- | --- |
| Jim Trifunov    | -56kg (m)   | 7e          | 1ste ronde: V van GRE Zervinis 2de ronde: V van FIN Jaskari                                                                                          |
| Herb Rowland    | -61kg (m)   | 6e          | 1ste ronde: V van FIN Pihlajamäki 2de ronde: V van USA Nemir                                                                                         |
| Howie Thomas    | -66kg (m)   | 6e          | 1ste ronde: V van SWE Klarén 2de ronde: V van FIN Pihlajamäki                                                                                        |
| Danny McDonald  | -72kg (m)   | Zilver      | 1ste ronde: W van JPN Kono 2de ronde: W van HUN Zombori 3de ronde: V van USA VanBebber 4de ronde: W van GER Földeak zilveren finale: W van FIN Leino |
| Donald Stockton | -79kg (m)   | 6e          | 1ste ronde: V van JPN Kotani 2de ronde: V van FRA Poilvé                                                                                             |
| Harry Madison   | -87kg (m)   | 4e          | 1ste ronde: V van AUS Scarf 2de ronde: V van USA Mehringer                                                                                           |

### Zeilen
| Olympiër                                                                          | Onderdeel | Resultaat | Prestatie                           |
| --------------------------------------------------------------------------------- | --------- | --------- | ----------------------------------- |
| Reg Dixon                                                                         | snowbird  | 5e        | 72 punten: (7-10-9-1-5-1-7-9-1-6-8) |
| Harry Wylie Henry Simmonds                                                        | star      | 4e        | 27 punten: (5-5-2-2-6-4-5-DNS)      |
| Philip Rogers Gardner Boultbee Ken Glass Jerry Wilson                             | 6m        | Brons     | 6 punten: (3-3-3-3-DNS)             |
| Ronald Maitland Ernest Cribb Peter Gordon George Gyles Harry Jones Hubert Wallace | 8m        | Zilver    | 4 punten: (2-2-2-2)                 |

### Zwemmen
| Olympiër                                                 | Onderdeel             | Resultaat | Prestatie                                            |
| -------------------------------------------------------- | --------------------- | --------- | ---------------------------------------------------- |
| Munroe Bourne                                            | 100m vrije slag (m)   | 10e       | serie 1: 3de in 1.01,1                               |
| Robert Halloran                                          | 100m vrije slag (m)   | 8e        | serie 2: 1ste in 59,3 halve finale 2: 4de in 59,6    |
| Walter Spence                                            | 100m vrije slag (m)   | 20e       | serie 4: 5de in 1.06,9                               |
| George Burrows                                           | 400m vrije slag (m)   | 15e       | serie 1: 3de in 5.28,9                               |
| George Larson                                            | 400m vrije slag (m)   | 14e       | serie 5: 3de in 5.20,1                               |
| Walter Spence                                            | 400m vrije slag (m)   | 11e       | serie 3: 3de in 5.10,0 halve finale 2: 5de in 5.15,6 |
| George Burrows                                           | 1500m vrije slag (m)  | 12e       | serie 4: 3de in 22.19,6                              |
| Munroe Bourne                                            | 100m rugslag (m)      | 9e        | serie 3: 2de in 1.14,3 halve finale 2: 4de in 1.13,9 |
| Robert Halloran                                          | 100m rugslag (m)      | 11e       | serie 1: 3de in 1.14,2                               |
| Dennis Walker                                            | 100m rugslag (m)      | 13e       | serie 4: 3de in 1.21,0                               |
| Walter Spence                                            | 200m schoolslag (m)   | 8e        | serie 3: 2de in 2.56,5 halve finale 2: 4de in 2.52,7 |
| Richard Wyndham                                          | 200m schoolslag (m)   | 16e       | serie 2: 5de in 3.12,4                               |
| George Larson George Burrows Munroe Bourne Walter Spence | 4x200m vrije slag (m) | 4e        | finale: 4de in 9.36,3                                |
|                                                          |                       |           |                                                      |
| Marjorie Linton                                          | 100m vrije slag (v)   | 19e       | serie 1: 5de in 1.19,9                               |
| Irene Mullen                                             | 100m vrije slag (v)   | 14e       | serie 2: 5de in 1.15,2                               |
| Irene Pirie                                              | 100m vrije slag (v)   | 17e       | serie 4: 4de in 1.16,3                               |
| Betty Edwards                                            | 100m vrije slag (v)   | 13e       | serie 2: 3de in 6.27,2                               |
| Ruth Kerr                                                | 100m vrije slag (v)   | 12e       | serie 4: 4de in 6.25,7                               |
| Irene Pirie                                              | 100m vrije slag (v)   | 11e       | serie 1: 4de in 6.22,2                               |
| Ruth Kerr                                                | 100m rugslag (v)      | 9e        | serie 2: 3de in 1.28,2                               |
| Marjorie Linton                                          | 100m rugslag (v)      | 10e       | serie 3: 3de in 1.29,1                               |
| Dorothy Prior                                            | 200m schoolslag (v)   | 10e       | serie 1: 3de in 3.33,2                               |
| Janet Sheather                                           | 200m schoolslag (v)   | 11e       | serie 2: 4de in 3.46,1                               |
| Betty Edwards Ruth Kerr Irene Mullen Irene Pirie         | 4x100m vrije slag (v) | 4e        | finale: 4de in 5.05,7                                |

Argentinië · Australië · België · Brazilië · Brits-Indië · Canada · Colombia · Denemarken · Duitsland · Estland · Filipijnen · Finland · Frankrijk · Griekenland · Groot-Brittannië · Haïti · Hongarije · Ierland · Italië · Japan · Joegoslavië · Letland · Mexico · Nederland · Nieuw-Zeeland · Noorwegen · Oostenrijk · Polen · Portugal · Republiek China · Spanje · Tsjecho-Slowakije · Uruguay · Verenigde Staten · Zuid-Afrika · Zweden · Zwitserland